# Людовик Фердинанд
Людóвик Фердина́нд (фр. Louis Ferdinand, dauphin de France; 4 вересня 1729 — 12 грудня 1765) — дофін Франції, старший і єдиний син короля Людовика XV та королеви Марії Лещинської, нащадок Французького престолу. Однак він помер, не встигнувши зійти на трон. Троє його синів стали королями Франції: Людовик XVI (1774–1792), Людовик XVIII (1814–1824) і Карл X (1824–1830).

## Біографія

### Ранні роки

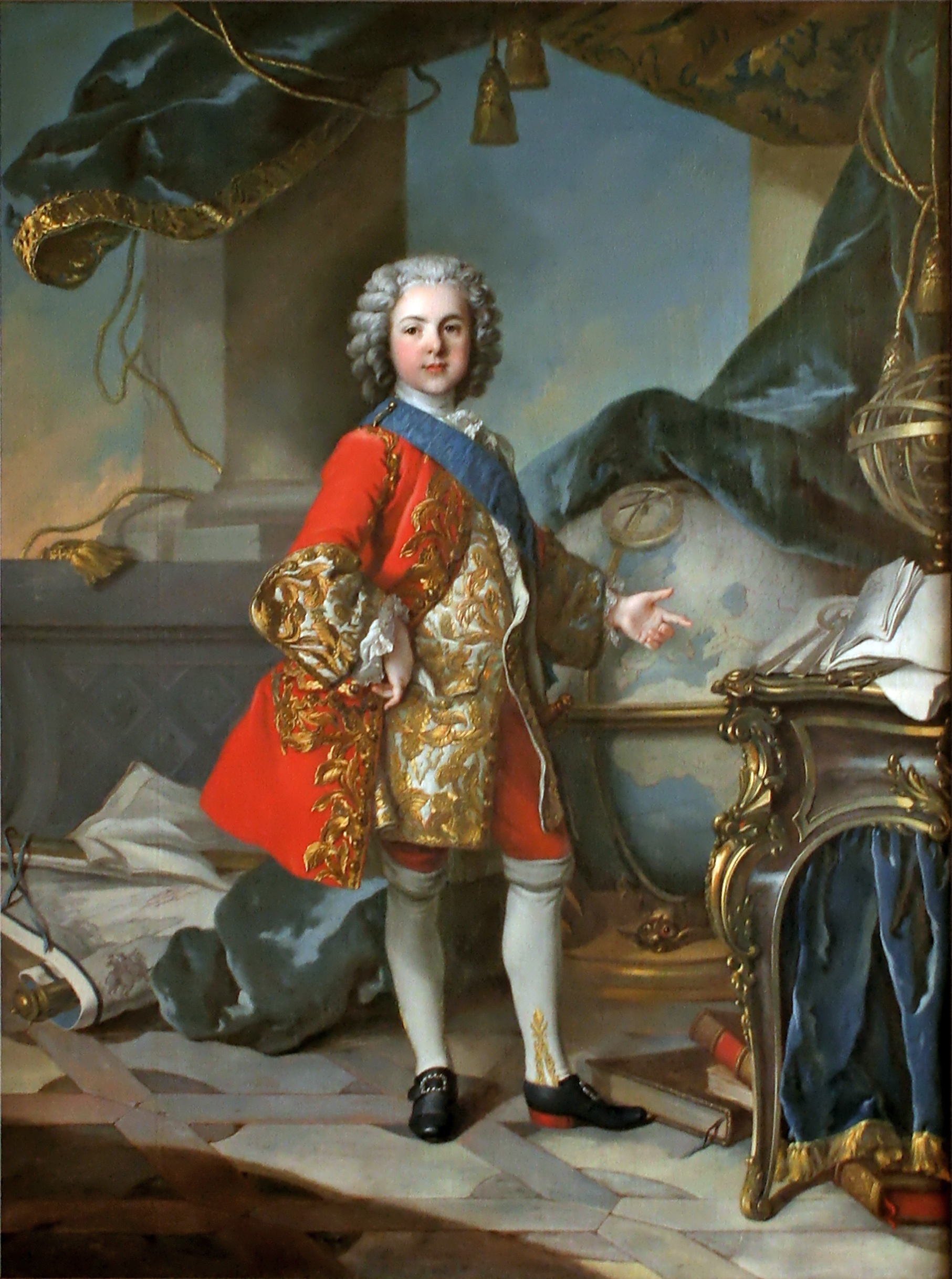
Людовик в навчальному кабінеті з глобусом. Художник Жан Луї Токе

Народження сина у Людовика XV широко святкувалося, оскільки після смерті попереднього сина, Філіпа, французька королівська родина залишилася без нащадка трону, тому смерть короля могла призвести до боротьби за престол між його дядьком Філіпом V та герцогами Орлеанськими. Народження Людовіка забезпечило трон і становище його матері при дворі, яке раніше було нестабільним через те, що вона народила трьох дочок поспіль, а єдиний син помер ще дитиною.
Людовик був хрещений приватно 27 квітня 1737 року, коли йому було 7 років. Саме тоді йому дали ім'я Людовик Фердинанд. Його хрещеними батьками були його двоюрідний брат Людовик де Бурбон, герцог Орлеанський, та його тітка, герцогиня Луїза Франсуаза де Бурбон.
Змалку Людовик захоплювався військом. Він був засмучений, коли батько не дозволив йому приєднатися до походу 1744 року у Війні за австрійську спадщину. Коли його батько смертельно захворів на лихоманку в Меці, Людовик не послухався наказу й підійшов до його ліжка. Цей вчинок, який міг призвести до смерті як короля Людовика XV, так і його єдиного сина, сильно погіршив стосунки між ними.

### Перший шлюб
У 1744 році Людовик XV домовився про шлюб між своїм п'ятнадцятирічним сином і вісімнадцятирічною інфантою Марією Терезою Рафаелою, дочкою короля Іспанії Філіпа V і його дружини-італійки Єлизавети Фарнезе. Марія Тереза була двоюрідною сестрою Людовика XV, та двоюрідною тіткою Людовика Фердинанда. Шлюбний контракт було підписано 13 грудня 1744 року;  одруження відбулося за дорученням у Мадриді 18 грудня 1744 року та особисто у Версалі 23 лютого 1745 року. Шлюб підкріпив антигабсбурзький союз Бурбонів у Війні за австрійську спадщину.

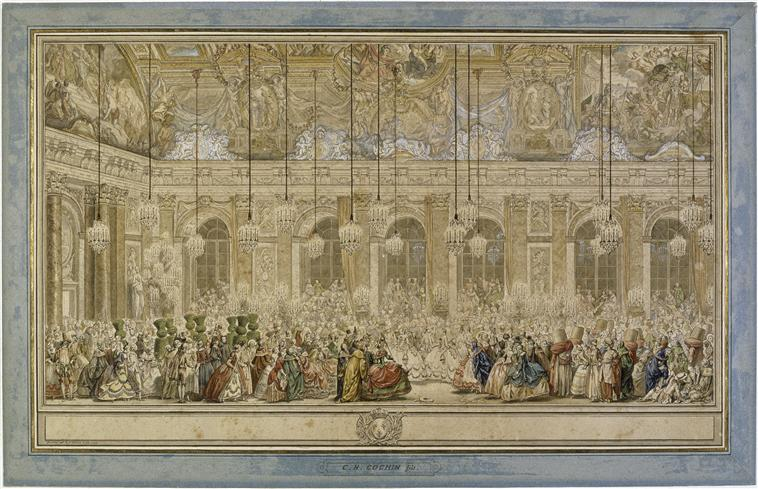
Бал-маскарад у Версалі на весіллі Людовика, дофіна Франції, з Марією Терезою Рафаелою Іспанською, 1745 рік

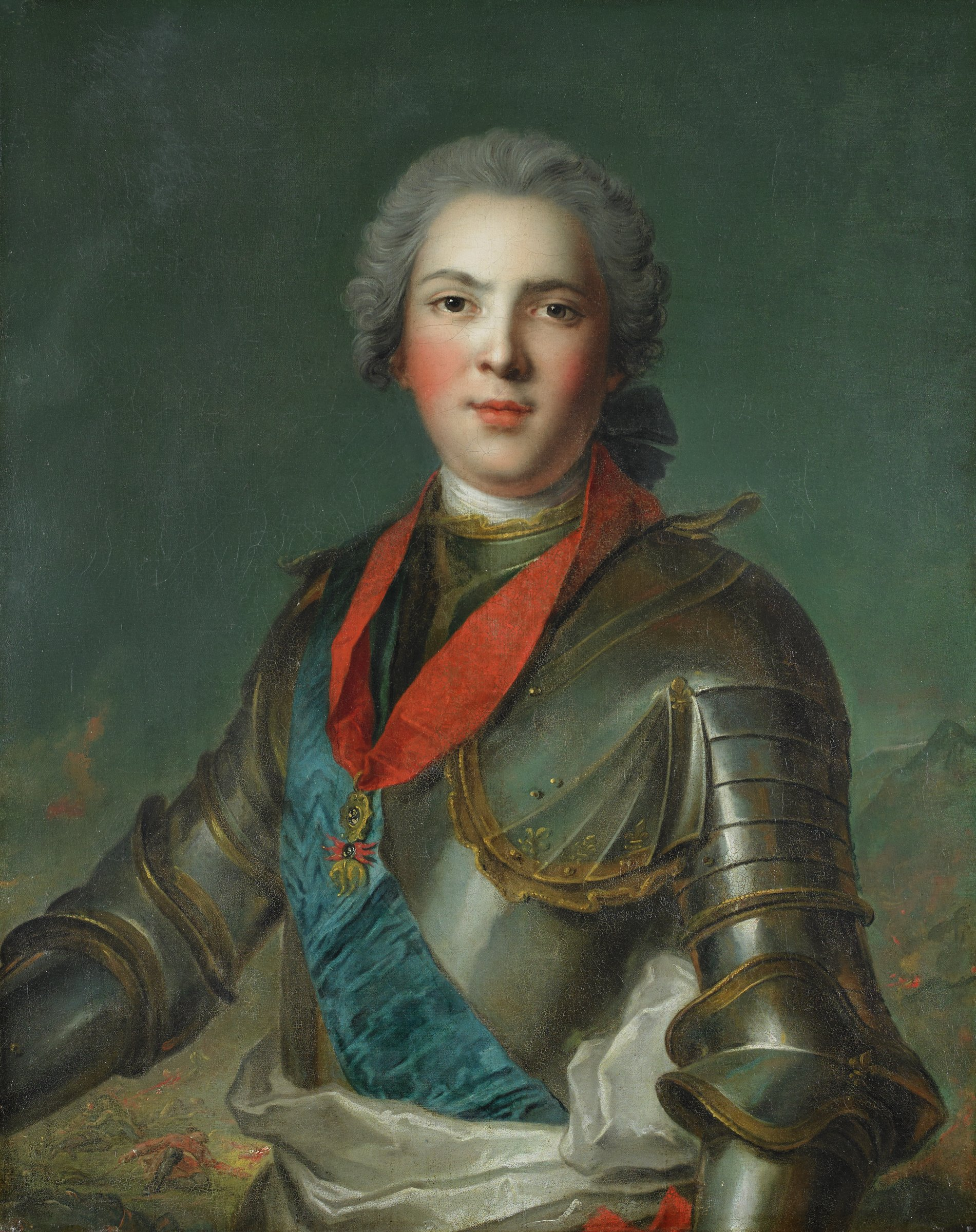
Людовик, дофін Франції, 1750 рік

Людовик та Марія Тереза добре ладили та відчували справжню прихильність одне до одного. У них була одна донька, принцеса Марія-Тереза Французька (19 липня 1746 – 27 квітня 1748). Через три дні після народження їхньої дочки, 22 липня 1746 року померла дружина Людовика, Марія Тереза Рафаела. Людовику було тільки 16 років. Він сильно сумував через втрату дружини, але його обов’язок забезпечити успадкування французької корони вимагав від нього швидко одружитися знову.
У 1746 році Людовик отримав орден Золотого руна від свого тестя, короля Іспанії Філіпа V.

### Другий шлюб
10 січня 1747 року Людовик одружився за дорученням у Дрездені з Марією Йозефою Саксонською, 15-річною молодшою дочкою короля Польщі, князя-курфюрста Саксонії Фрідріха Августа III, та його дружини ерцгерцогині Марії-Жозефи Австрійської. Друга церемонія одруження відбулася приватно у Версалі 9 лютого 1747 року.

#### Діти
- Мертвонароджений син (30 січня 1748).
- Мертвонароджений син (10 травня 1749).
- Принцеса Марія Зефіріна (26 серпня 1750 — 1 вересня 1755) —  померла в дитинстві.
- Принц Людовик Джозеф Ксав'є (13 вересня 1751 — 22 березня 1761) — герцог Бургундії, помер у дитинстві.
- Мертвонароджена дочка (9 березня 1752).
- Марія Джозеф Ксав'є (8 вересня 1753 — 22 лютого 1754) — герцогиня Аквітанії, померла в дитинстві.
- Людовик XVI (23 серпня 1754 — 21 січня 1793) — Король Франції, одружився з ерцгерцогиненю Марією-Антуанеттою Австрійською.
- Людовик XVIII (17 листопада 1755 — 16 вересня 1824) — Король Франції, одружився з принцесою Марією-Жозефіною Савойською.
- Мертвонароджений син (1756).
- Карл X (9 жовтня 1757 — 6 листопада 1836) — Король Франції, одружився з принцесою Марією Терезією Савойською.
- Марія Клотільда де Франс (23 вересня 1759 — 7 березня 1802) — одружилася з Карлом Емануїлом IV Сардинським, без нащадків.
- Мертвонароджений син (1762).
- Єлизавета Французька (3 травня 1764 — 10 травня 1794) — померла неодруженою і без дітей.

## Особистість
Людовик був досить освіченим і розумним, поціновувач музики, надавав перевагу тихим розмовам, аніж полюванням чи балам. Він був відданий своїй дружині Марі-Жозеф, як і вона йому.
Людовик був дуже побожним, палким прихильником єзуїтів, як і його мати та сестри, вони спонукали його до відданості Пресвятому Серцю. В очах своїх сестер Людовик виглядав як ідеал християнського принца, цим він сильно відрізнявся від свого батька.

## Пізнє життя та смерть

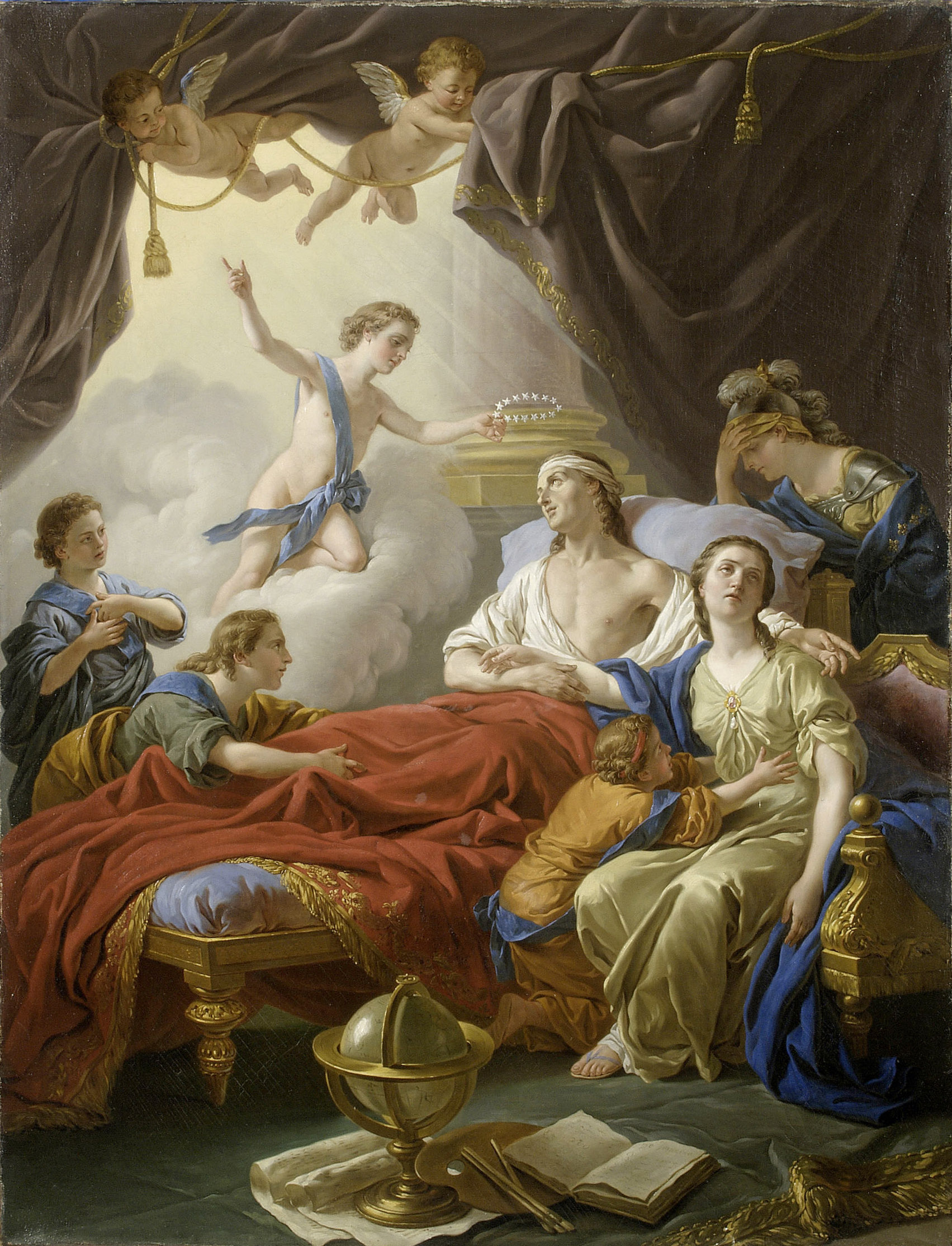
«Алегорія на смерть дофіна» Художник — Луї-Жан-Франсуа Лагрене, 1765 рік

Його батько стримував Людовика від урядових справ, тому він був у центрі уваги «Dévots», групи релігійно налаштованих людей, які сподівалися отримати владу, коли він посяде трон.

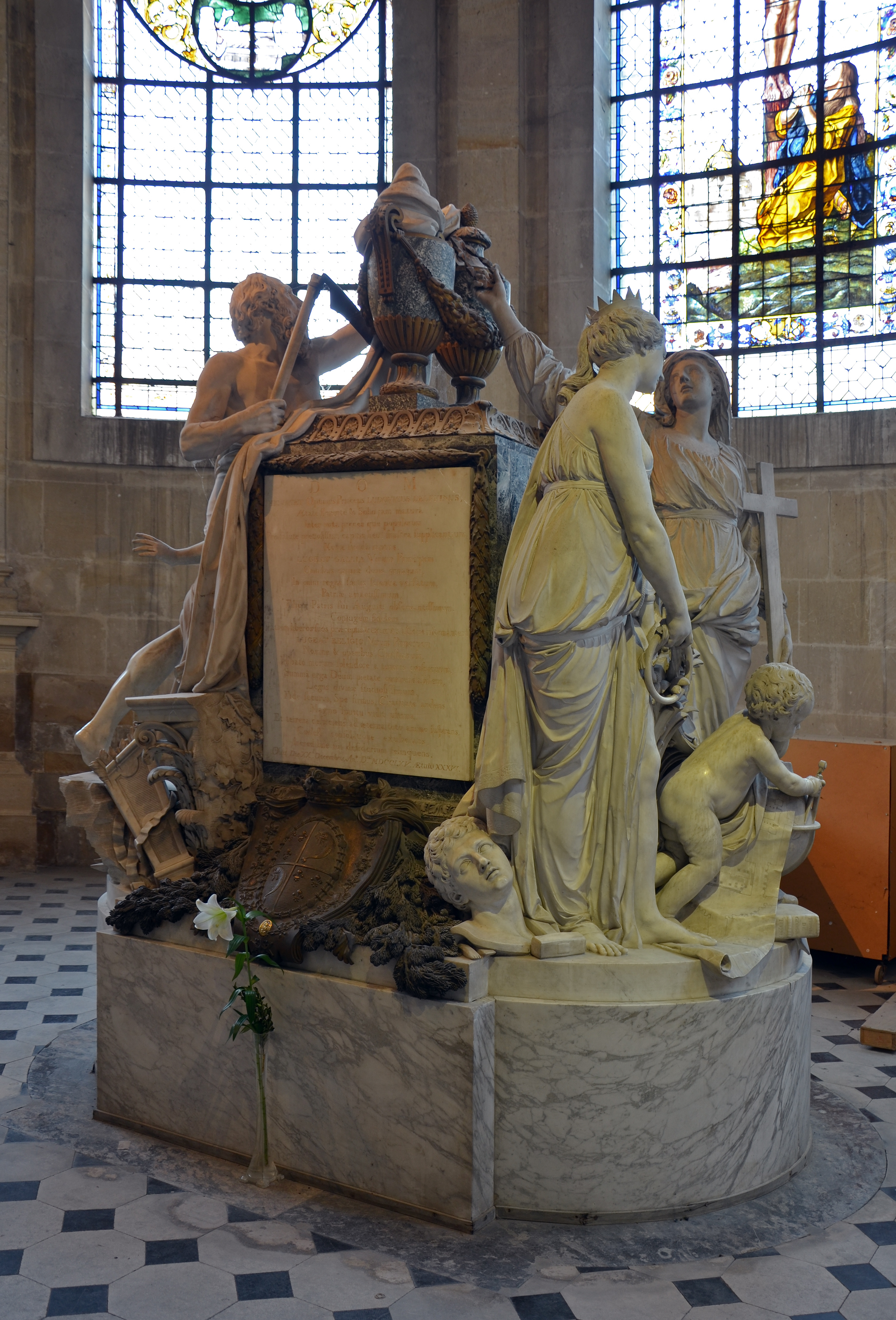
Гробниця Людовика, дофіна Франції та Марії-Жозефи Саксонської, у Санському соборі

Людовик помер від туберкульозу в Палаці Фонтенбло в 1765 році у віці 36 років, коли його батько був ще живий, тому він так і не став королем Франції. Його мати, королева Марія Лещинська, і його дід по материнській лінії, колишній король Польщі Станіслав I Лещинський, герцог Лотаринзький, також пережили його. Його старший син, що залишився в живих, Людовик-Огюст, герцог Беррійський, став новим дофіном, зійшовши на престол як Людовик XVI після смерті Людовика XV у травні 1774 року.
Людовик був похований у Санському соборі в Сансі біля пам’ятника дофіну Франції та Марії-Жозефі Саксонській, виготовленого скульптором Гійомом Кусту Молодшим. Його серце було поховано в Абатстві в Сен-Дені.